# ウェイン郡 (アイオワ州)

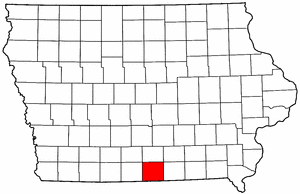
アイオワ州内の位置

ウェイン郡（Wayne County）は、アメリカ合衆国アイオワ州に位置する郡である。人口は6,730人（2000年）。郡庁所在地はコーリドンである。

## 地理
アメリカ合衆国統計局によると、この郡は総面積1,365 km2 (527 mi2) である。このうち1,361 km2 (526 mi2) が陸地で4 km2 (1 mi2) が水地域である。総面積の0.28%が水地域となっている。

### 隣接する郡
- ルーカス郡  (北)
- アパヌース郡  (東)
- パットナム郡 (ミズーリ州)  (南東)
- マーサー郡 (ミズーリ州)  (南西)
- ディケーター郡  (西)

## 人口動勢
2000年国勢調査で、この郡は人口6,730人、2,821世帯、及び1,918家族が暮らしている。人口密度は5/km2 (13/mi2) である。2/km2 (6/mi2) の平均的な密度に3,357軒の住宅が建っている。この郡の人種的な構成は白人98.78%、アフリカン・アメリカン0.06%、先住民0.12%、アジア0.15%、太平洋諸島系0.06%、その他の人種0.19%、及び混血0.64%である。ここの人口の0.71%はヒスパニックまたはラテン系である。
この郡内の住民は23.90%が18歳未満の未成年、18歳以上24歳以下が5.90%、25歳以上44歳以下が23.40%、45歳以上64歳以下が23.00%、及び65歳以上が23.80%にわたっている。中央値年齢は43歳である。女性100人ごとに対して男性は91.70人である。18歳以上の女性100人ごとに対して男性は90.80人である。
この郡の世帯ごとの平均的な収入は29,380米ドルであり、家族ごとの平均的な収入は35,534米ドルである。男性は26,018米ドルに対して女性は18,310米ドルの平均的な収入がある。この郡の一人当たりの収入 (per capita income) は15,613米ドルである。人口の14.00%及び家族の10.80%は貧困線以下である。全人口のうち18歳未満の17.20%及び65歳以上の14.20%は貧困線以下の生活を送っている。

## 都市及び町
| - コーリドン (Corydon) - ヒュームストーン (Humeston) - プロミスシティ (Promise City) - Allerton - Clio | - Lineville - Millerton - Sewal - Seymour |